# Club de Monaco
Le Club de Monaco a pour but de participer à la mobilisation de divers centres de recherche afin de promouvoir l'étude de démarches novatrices favorisant un dialogue moderne pour la réalisation d'un partenariat authentique entre les différents rivages de la Méditerranée. Cette association a été créée à l’initiative de la Principauté de Monaco.
Liste des membres
- Albert II de Monaco
- Jacques Andréani (ambassadeur de France)et sa femme
- Giulio Andreotti (ancien Premier ministre d’Italie) et sa femme
- André Azoulay (Conseiller personnel du Roi du Maroc) et sa femme
- Yossi Beilin (ancien ministre de la Justice d’Israël - Ancien vice-ministre des Affaires étrangères) et sa femme
- Franco Bernabè (ancien directeur général de l’ENI - Président de Franco Bernabè & C (Italie))
- Yvon Bourges (ancien ministre de la Défense de France) et sa femme
- Habib Bourguiba Jr. (ancien ministre des Affaires étrangères de Tunisie, ambassadeur de Tunisie) et sa femme
- Boutros Boutros-Ghali (ancien secrétaire général des Nations unies), et sa femme
- Édouard Brunner (ancien secrétaire d’État suisse - Ancien ambassadeur de Suisse)
- Hélène Carrère d’Encausse (secrétaire perpétuel de l’Académie française) et son mari
- Youri Doubinine (ancien vice-ministre des Affaires étrangères de Russie - Ancien ambassadeur de Russie) et sa femme
- Sidahmed Ghozali (ancien Premier ministre d’Algérie - Ancien ministre des Finances d’Algérie)
- Paul-Marie de la Gorce (écrivain et journaliste (France))
- Vohil Halefoglu et Madame (ancien ministre des Affaires étrangères de Turquie)
- Claude Imbert (éditorialiste Le Point (France))
- Théo Klein (ancien président du CRIF - Avocat (France et Israël))
- Flora Lewis (éditorialiste – Syndicated Colummist (USA))
- Son Excellence Monsieur Mohamed Al-Madani Al-Azhari (secrétaire général de la Communauté des États sahélo-sahariens (Libye))
- Son Excellence Monsieur Federico Mayor (ancien directeur général de l’Unesco (Espagne))
- Son Excellence Dr Esmat Abdel Meguid et Madame Eglal Y. Abou-Hamda (ancien vice-Premier ministre d’Égypte - Ancien secrétaire général de la Ligue arabe)
- Constantin Mitsotakis (ancien Premier ministre de Grèce)
- Nacer Al Nowais (ancien Secrétaire d’État aux Finances (Émirats Arabe Unis) - Ancien directeur de l’Arab Fund for Economic Development
- Sari Nusseibeh (Délégué de l’Organisation de la Palestine à Jérusalem - Recteur de l’université Al Quds)
- George D. Papoulias (ancien ministre des Affaires étrangères de Grèce - Ancien ambassadeur de Grèce)
- Javier Pérez de Cuéllar (ancien secrétaire général des Nations unies - Ambassadeur du Pérou en France)
- Leila Shahid (déléguée en France de l’Organisation de la Palestine)
- Muhammad Shtayyeh (directeur général du PECDAR (Palestinian Economic Council for Development and Restructuration))
- Ilter Turkmen et Madame (ancien ministre des Affaires étrangères de Turquie - Ancien ambassadeur de Turquie)
- Franco Venturini (éditorialiste de politique étrangère Corriere della Serra)
- Omar Zawawi (conseiller personnel chargé des Relations internationales du sultan Qabous d’Oman) et sa femme
- Thierry de Montbrial (ancien président de l’Académie des Sciences Morales et politiques - Membre de l’Institut de France - Président de l’IFRI)
- Boris Biancheri (ancien secrétaire général du ministère des Affaires étrangères italien - Ancien ambassadeur d’Italie à Londres et à Washington - Président de l’ISPI - Vice-président de l’IEPM)
- Claude de Kémoularia (ancien ambassadeur de France aux Nations unies - Administrateur de banque - Vice-Président de l’IEPM)
- Enrico Braggiotti (président de la Compagnie monégasque de Banque (Monaco))
- Michel Grinda (Conseiller national de la Principauté de Monaco - Secrétaire général de l’IEPM)
- Mario Soares (ancien président du Portugal)
- Hassan de Jordanie
- George Vassiliou (ancien président de Chypre)
- Shlomo Ben-Ami (ancien ministre des Affaires étrangères d’Israël)
- Claude Cheysson (ancien ministre des Affaires étrangères)
- Chedli Klibi (ancien ministre de Tunisie - Ancien secrétaire général de la Ligue arabe)
- Mostapha Khalil (ancien Premier ministre d’Égypte)
- Hervé de Charette (ancien Ministre des Affaires étrangères)
- Othman Benjelloun (président-directeur général de la Banque marocaine du commerce extérieur du Maroc) et sa femme